# والدو (ويسكونسن)
والدو (بالإنجليزية: Waldo, Wisconsin)‏ هي قرية تقع في الولايات المتحدة في مقاطعة شيبويجان. يقدر عدد سكانها بـ 503 نسمة ومساحتها 2.54 كم2 وترتفع عن سطح البحر 261 متر.

## التركيبة السكانية
قام مكتب تعداد الولايات المتحدة بتحديد بيانات التركيبة السكانية لوالدو في تعداد الولايات المتحدة. في ما يلي، التركيبة السكانية حسب تعدادي 2000 و2010.

### تعداد عام 2000
بلغ عدد سكان والدو 450 نسمة بحسب تعداد عام 2000، وبلغ عدد الأسر 169 أسرة وعدد العائلات 123 عائلة مقيمة في القرية. في حين سجلت الكثافة السكانية 529.5 نسمة لكل ميل مربع (204.4/كم2). وبلغ عدد الوحدات السكنية 174 وحدة بمتوسط كثافة قدره 204.7 نسمة لكل ميل مربع (79.0/كم2).
وتوزع التركيب العرقي للقرية بنسبة 97.56% من البيض و 1.33% من الأمريكيين ذوي الأصول الآسيوية و 1.11% من عرقين مختلطين أو أكثر.
بلغ عدد الأسر 169 أسرة كانت نسبة 32.0% منها لديها أطفال تحت سن الثامنة عشر تعيش معهم، وبلغت نسبة الأزواج القاطنين مع بعضهم البعض 59.2% من أصل المجموع الكلي للأسر، ونسبة 7.7% من الأسر كان لديها معيلات من الإناث دون وجود شريك، وكانت نسبة 27.2% من غير العائلات. تألفت نسبة 22.5% من أصل جميع الأسر من أفراد ونسبة 7.1% كانوا يعيش معهم شخص وحيد يبلغ من العمر 65 عاماً فما فوق. وبلغ متوسط حجم الأسرة المعيشية 3.14، أما متوسط حجم العائلات فبلغ 2.66.
بلغ العمر الوسطي للسكان 35 عاماً. وكانت نسبة 26.9% من القاطنين تحت سن الثامنة عشر، وكانت نسبة 6.9% بين الثامنة عشر والأربعة وعشرون عاماً، ونسبة 34.7% كانت واقعةً في الفئة العمرية ما بين الخامسة والعشرون حتى والأربعة وأربعون عاماً، ونسبة 21.3% كانت ما بين الخامسة والأربعون حتى الرابعة والستون، ونسبة 10.2% كانت ضمن فئة الخامسة والستون عاماً فما فوق. يوجد لكل 100 أنثى 97.4 ذكر، ويوجد لكل 100 أنثى في الثامنة عشر من عمرها فما فوق 100.6 ذكر.
بلغ متوسط دخل الأسرة في القرية 48,125 دولار، أما متوسط دخل العائلة فبلغ 50,909 دولار. وكان متوسط دخل الذكور 35,089 دولار مقابل 25,625 دولار للإناث. وسجل دخل الفرد الخاص بالقرية 22,618 دولار. وكانت نسبة 0.8% من العائلات ونسبة 1.5% من السكان تحت خط الفقر، وكان من هؤلاء نسبة 1.7% تحت سن الثامنة عشر ولا أحد منهم في الخامسة والستين من العمر وما فوق.

## معرض صور

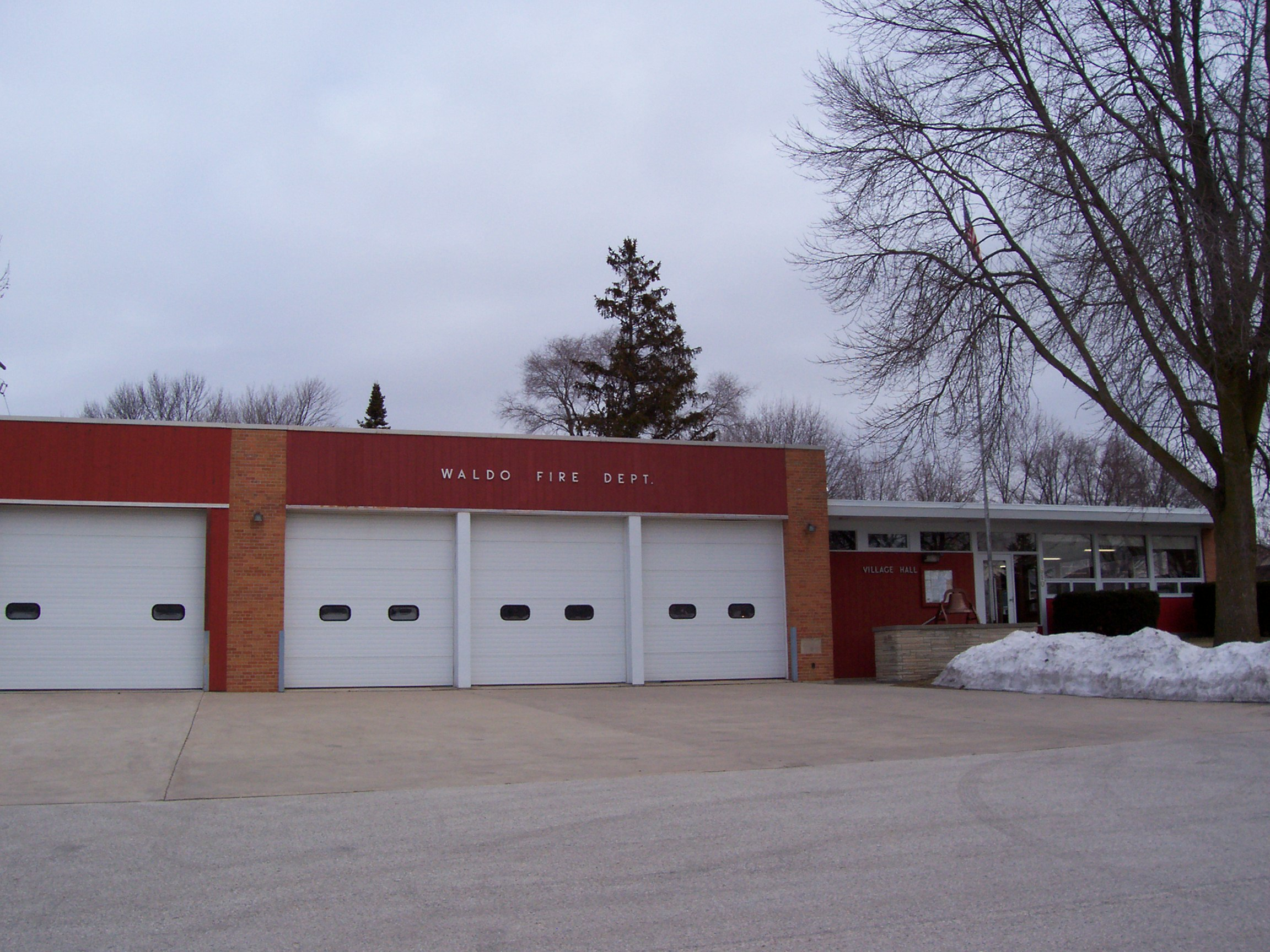
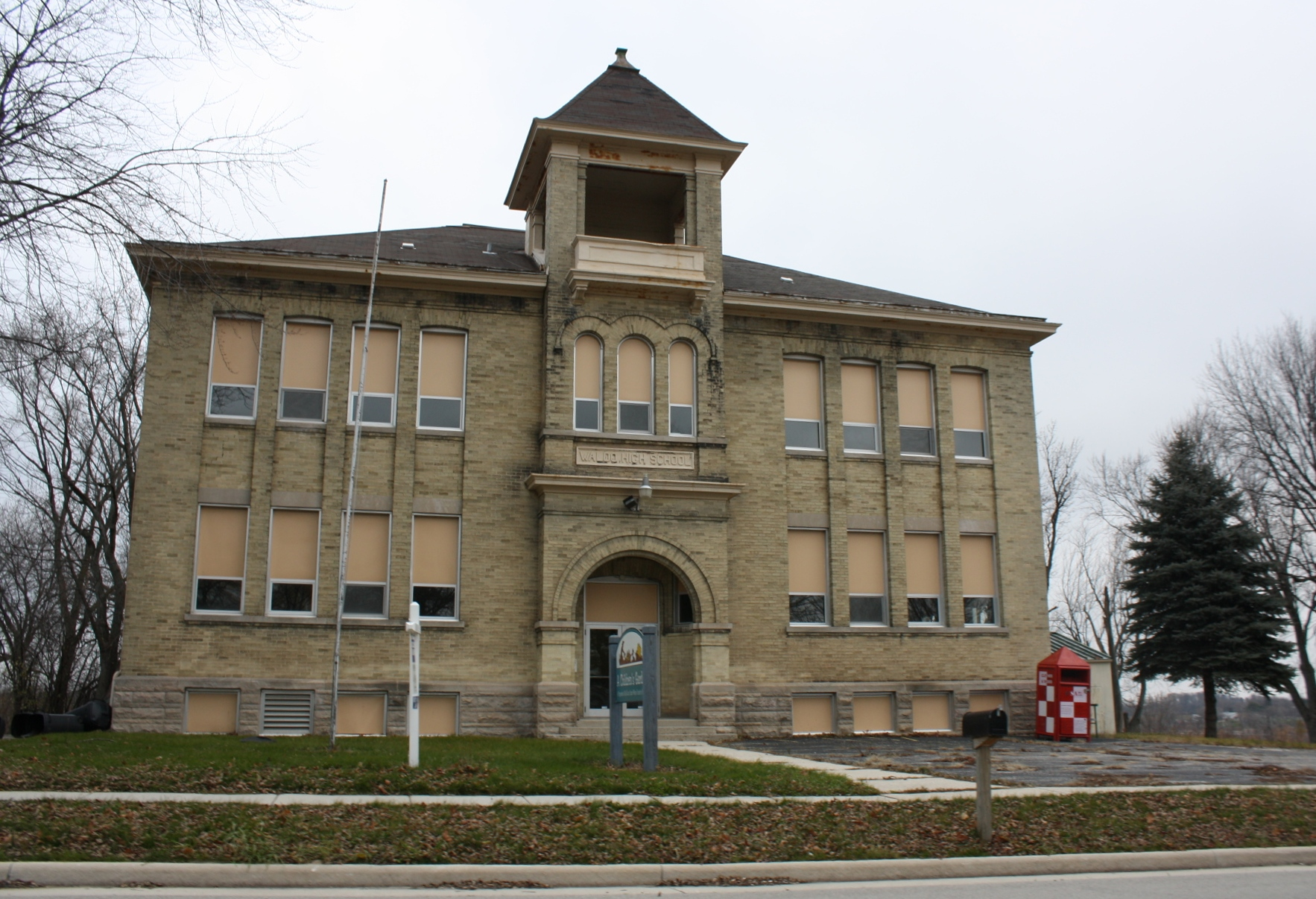
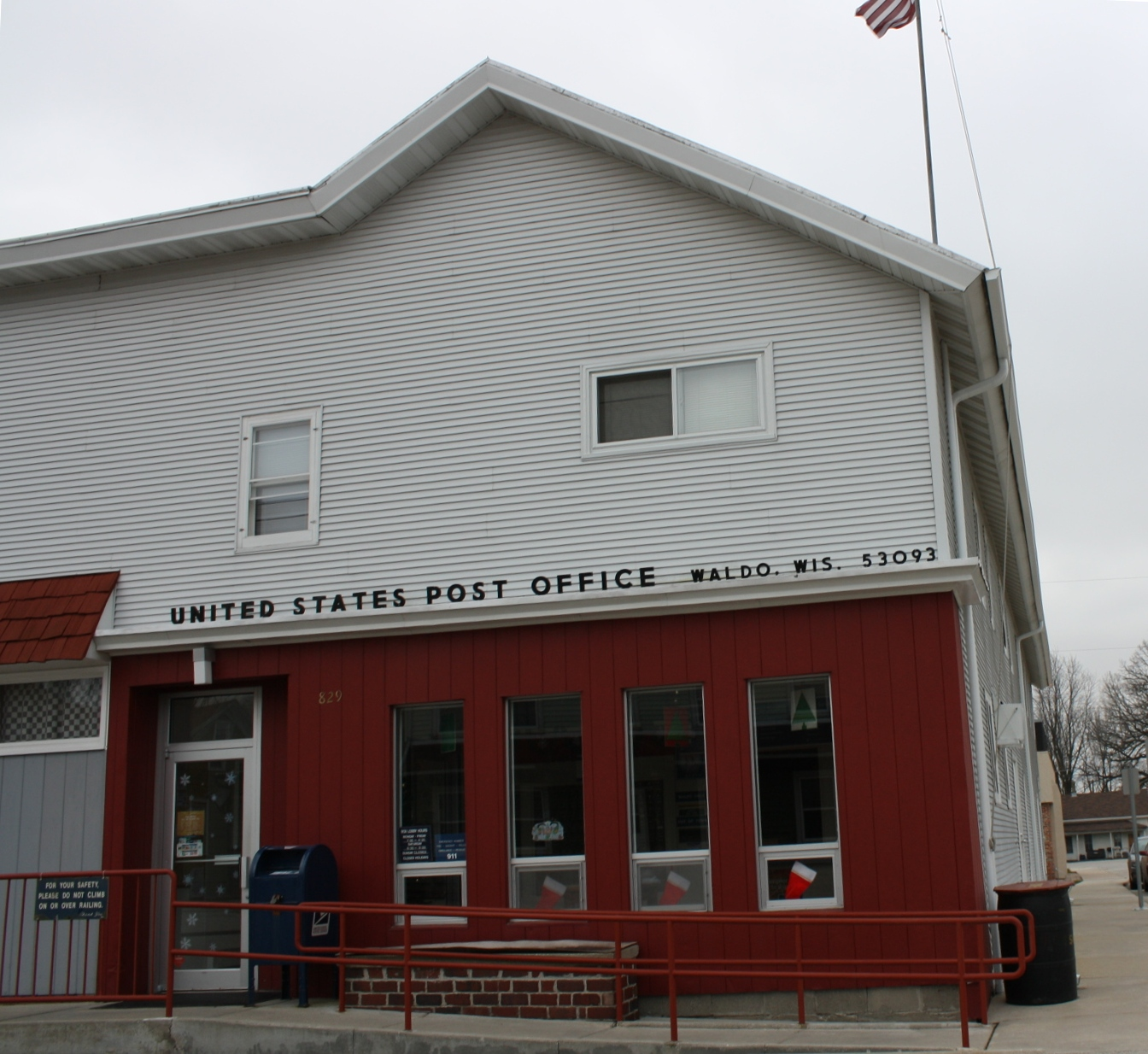

### تعداد عام 2010
بلغ عدد سكان والدو 503 نسمة بحسب تعداد عام 2010، وبلغ عدد الأسر 197 أسرة وعدد العائلات 135 عائلة مقيمة في القرية. في حين سجلت الكثافة السكانية 535.1 نسمة لكل ميل مربع (206.6/كم2). وبلغ عدد الوحدات السكنية 209 وحدة بمتوسط كثافة قدره 222.3 لكل ميل مربع (85.8/كم2).
وتوزع التركيب العرقي للقرية بنسبة 92.4% من البيض و 0.8% من الأمريكيين الأصليين و 2.2% من الأمريكيين ذوي الأصول الآسيوية و 1.4% من الأمريكيين الأفارقة و 2.0% من عرقين مختلطين أو أكثر.
بلغ عدد الأسر 197 أسرة كانت نسبة 32.0% منها لديها أطفال تحت سن الثامنة عشر تعيش معهم، وبلغت نسبة الأزواج القاطنين مع بعضهم البعض 54.8% من أصل المجموع الكلي للأسر، ونسبة 9.6% من الأسر كان لديها معيلات من الإناث دون وجود شريك، بينما كانت نسبة 4.1% من الأسر لديها معيلون من الذكور دون وجود شريكة وكانت نسبة 31.5% من غير العائلات. تألفت نسبة 24.4% من أصل جميع الأسر من أفراد ونسبة 8.1% كانوا يعيش معهم شخص وحيد يبلغ من العمر 65 عاماً فما فوق. وبلغ متوسط حجم الأسرة المعيشية 2.99، أما متوسط حجم العائلات فبلغ 2.55.
بلغ العمر الوسطي للسكان 37.9 عاماً. وكانت نسبة 24.7% من القاطنين تحت سن الثامنة عشر، وكانت نسبة 6.5% بين الثامنة عشر والأربعة وعشرون عاماً، ونسبة 27.6% كانت واقعةً في الفئة العمرية ما بين الخامسة والعشرون حتى والأربعة وأربعون عاماً، ونسبة 28.2% كانت ما بين الخامسة والأربعون حتى الرابعة والستون، ونسبة 13.3% كانت ضمن فئة الخامسة والستون عاماً فما فوق. وتوزع التركيب الجنسي للسكان بنسبة 51.1% ذكور و48.9% إناث.